# 봄베이 (고양이)
봄베이(Bombay)는 아메리칸 고양이 중 검은 고양이의 한 품종이다. 유럽에서 가장 흔히 기르는 고양이 중 하나이다.
흑표범을 닮은 집고양이를 만들 목적으로 1958년 미국 켄터키 루이빌에서 니키 호너(Nikki Horner)가 버미즈와 아메리칸쇼트헤어를 교배시켜 만든 종이다. 이 때문에 '거실 표범'이라는 별명이 생겼다. 봄베이고양이는 금색 혹은 구리빛 눈에 검은색 털을 가졌으며, 오늘날에는 크게 미국 봄베이 고양이와 영국 봄베이 고양이로 나뉜다. 전신이 검고 홍채가 구리색 또는 녹색이라는 점을 제외하면 원종인 버미즈와 대동소이하다.
봄베이의 체격은 중형 정도이며, 근육질이다. 체중은 2.5–5.4 킬로그램 정도이며, 대개 수컷이 암컷보다 더 무겁다. 건강한 봄베이고양이의 수명은 15-20년이다.